# ماتروسوفکا
ماتروسوفکا (انگلیسی: Matrosovka) یک شهرک در شهرستان کارماسکالینسکی استان باشقیرستان کشور روسیه است.